# Silvanus Njambari
Silvanus Njambari (ur. 28 sierpnia 1974, zm. 11 stycznia 2003) – namibijski piłkarz grający na pozycji obrońcy.

## Kariera klubowa
W swojej karierze piłkarskiej Njambari grał w klubach Liverpool Okahandja (1993-1996) i Black Africa z Windhuku (1997-2003).

## Kariera reprezentacyjna
W reprezentacji Namibii Njambari zadebiutował w 1994 roku. W tym samym roku został powołany do kadry na Puchar Narodów Afryki 1998. Na nim nie rozegrał żadnego spotkania. Od 1994 do 2001 rozegrał w kadrze narodowej 26 meczów i strzelił 1 gola.